# Asteroceratinae
Asteroceratinae es una subfamilia de amonites arietítidos caracterizada por conchas evolutas con nervaduras suaves, con vientres de quillas variables. Probablemente se originaron en las Arnioceratinae.

## Distribución
La distribución es mundial, desde el Jurásico Inferior hasta el Sinemuriense .

## Géneros
- Asteroceras
- Aegasteroceras
- Euasteroceras
- Eparietites
- Epophioceras
- Incertae sedis